# Ihlenfeld (Adelsgeschlecht)

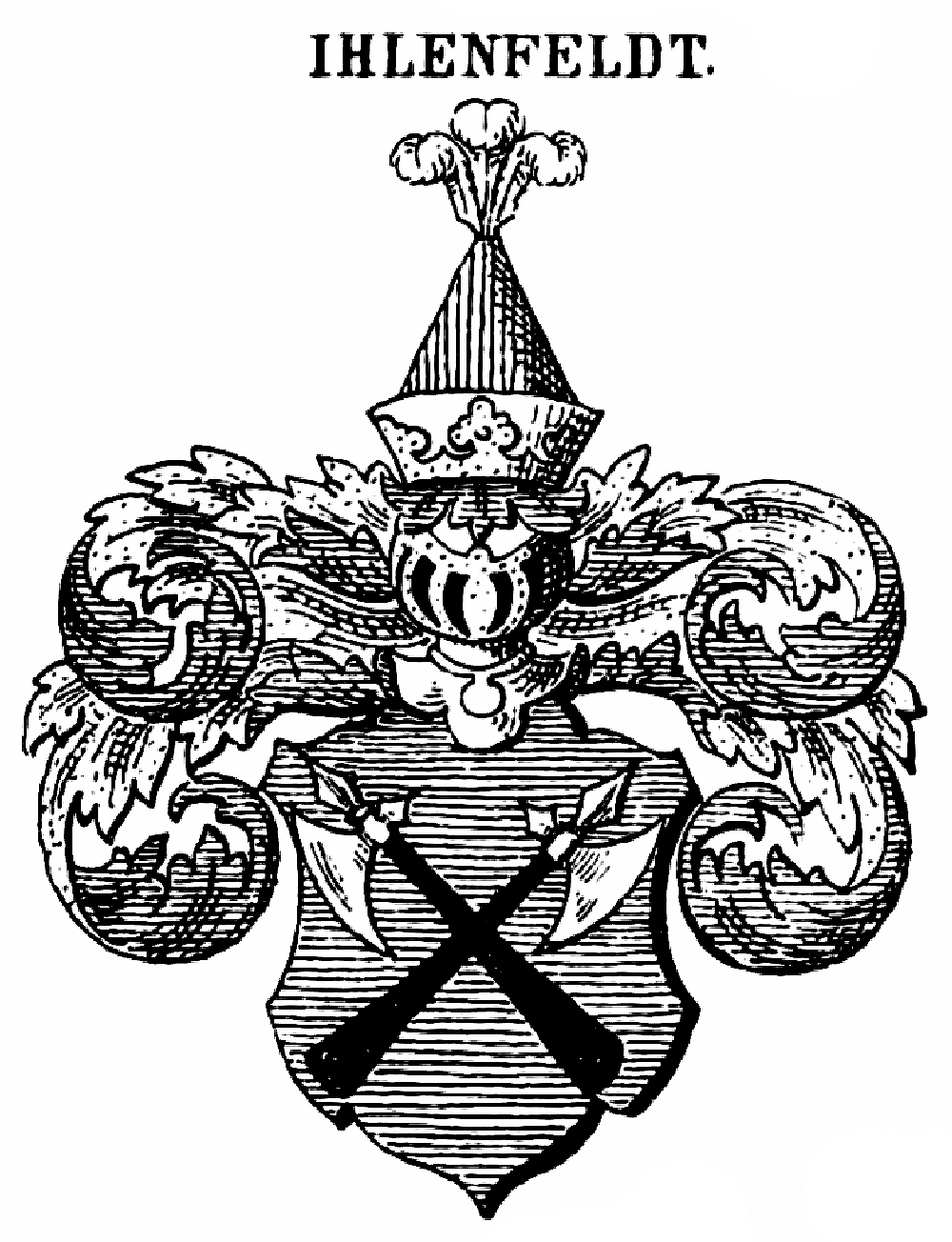
Wappen derer von Ihlenfeld

Ihlenfeld, historisch auch Ilenfeld, Ihlefeldt oder Ihlenfeldt ist der Name eines erloschenen mecklenburgischen Uradelsgeschlechts.

## Geschichte
Die Familie entlehnt ihren Namen dem gleichnamigen Stammgut, heute Ortsteil von Neuenkirchen bei Neubrandenburg, und wurde mit dem Ritter her Ulric van Yluelde am 15. Januar 1304 urkundlich zuerst genannt.
Die Ihlenfeld hatten weiteren Gutsbesitz zu Beseritz, Glocksin, Neddemin, Rehberg usw. im Land Stargard.
Der mecklenburg-güstrowsche Domänenrat und Herr auf Schwastorf, Martin Ilenfeld (1766–1841) wurde am 1. Oktober 1801 in Wien unter Beigabe des Wappens der erloschenen Ihlenfeld in den Reichsadelsstand erhoben. Er stammte aus einer Neubrandenburger Kaufmannsfamilie, deren Stammreihe mit Hans Ihlenfeld († 1728) beginnt. Aus dieser Familie adoptierte der preußische Hauptmann und Kompaniechef im Infanterie-Regiment Nr. 60 Wilhelm von Ihlefeld (* 1866) im Jahre 1910 an Kindestatt Viktor von Zelewski (* 1906), für den 1912 in Achilleion auf Korfu durch Allerhöchste Kabinettsorder die preußische Namens- und Wappenvereinigung Ihlenfeld-Zelewski erging.

## Angehörige
- Andreas Illenfeld († 1587), kaiserlicher Oberstzeugmeisteramts-Lieutenant
- Andreas von Ihlenfeld (um 1590–um 1656), deutscher Offizier
- Fritz von Ihlenfeld (1588–1655), mecklenburgischer Offizier, Hofmeister und Amtshauptmann

## Wappen
In Blau zwei aufwärts geschrägte silberne Hellebarden mit schwarzen Stielen und goldenen Knöpfen. Auf dem Helm mit blau-silbernen Decken eine mit Hermelin ausgeschlagene, mit drei (silber-blau-silbernen) Straußenfedern besteckte silberne ungarische Mütze.